# Luis Miranda Mazar
Luis Mario Miranda Mazar – kubański zapaśnik w stylu wolnym. Srebrny medalista mistrzostw panamerykańskich w 2012. Brązowy medal igrzysk Ameryki Środkowej i Karaibów w 2014 roku.